# Himiko (cràter)
Himiko és un cràter d'impacte en el planeta Venus de 36,6 km de diàmetre. Porta el nom de Himiko (c. 170-248), reina japonesa, i el seu nom va ser aprovat per la Unió Astronòmica Internacional el 1991.